# 존 캘훈
존  캘훈(John Caldwell Calhoun, 1782년 3월 18일 ~ 1850년 3월 31일)은 미국의 정치인이며 사우스캐롤라이나주 출신으로 19세기의 전반 동안 지도적인 연방 상원, 10·11대 부통령이자 정치 철학자였다. 캘훈은 노예제, 무효법 (주가 국회의 법령에 따르지 않음)과 노예 소유자들 같은 선거 소수자들의 권리를 위하여 영향력 있는 대변인이었다. 그의 아이디어들은 자신의 사망 10년 후에 남북 전쟁으로 이끄는 도움을 주었다.
캘훈은 확고한 민족주의자로서 자신의 경력을 시작하여 1812년 전쟁과 이후에 내부 개선의 방대한 프로그램에 호의를 가졌다. 그는 1789년 토머스 제퍼슨이 단언한 종류의 권리를 진술하는 호의에 민족주의를 공격하는 데 1820년대에 과정을 뒤집었다. 그가 남북 전쟁이 터지기 전에 사망하였어도 캘훈은 짧게 존재한 아메리카 연합국을 창조한 분리론자들에게 주요 영감이었다. 자신이 믿은 것에 원인들을 지키는 데 자신의 확고한 결심으로 "주강자"라는 별명이 붙은 캘훈은 주들이 비헌법적으로 간주한 무효법을 선언할 수 있던 무효이론을 추진해나갔다. 그는 필요한 악보다 "긍정적인 선"으로 자신이 지킨 자신의 노예제도의 노골적인 지지자였다. 그의 노예제에 관한 수사적 방어는 북부에서 준비된 폐지론자 정서의 표면에 증가하는 남부의 분리 위협을 위하여 부분적으로 책임이 있었다.
노예제의 수호자와 남부의 당파로 가장 잘 알려졌어도 캘훈은 국가의 가장 중요한 정치 이론가들 중에 있었다. 그의 저서 〈정부에 대한 불화〉 (1849년)는 아리스토텔레스의 〈정치〉 혹은 몽테스키외의 〈법의 정신〉의 모델에서 주권의 기본 원칙들과 개인적인 자유를 시험하였다. 그 일은 반어적으로 남부 노예들의 권리 거부를 위하여 철학적 정당화를 제공했던 동안 제한된 정부와 소수주주지분의 가장 참호적 방어들 중의 하나로 남아있다.

## 어린 시절

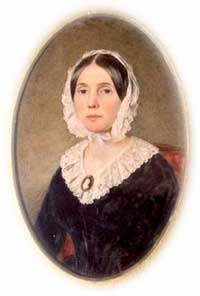
부인 플로리드 여사

사우스캐롤라이나주 애버빌에서 스코틀랜드-아일랜드인 이민자 패트릭 캘훈의 아들로 태어났다. 자신의 부친이 병이 들었을 때 14세의 소년은 가족의 농장을 관리하는 데 학교를 그만 두었다. 그러나 그는 결국적으로 자신의 수학으로 복귀하여 1804년 예일 대학교에서 학위를 얻었다. 코네티컷주 리치필드에 있는 법학 대학원에서 법학을 전공한 후, 캘훈은 1807년 사우스캐롤라이나주 법정으로 수용되었다.
1811년 1월 한번 제거된 첫 사촌 플로리드 보노 콜훈과 결혼하였다. 캘훈 부부는 18년의 기간에 10명의 자녀들을 두었으며, 그중 3명은 유아기에 사망하였다. 부통령으로서 남편의 2번째 기간 동안 플로리드 여사는 페티코트 사건에서 중앙적인 인물이었다.

## 초기 정치 경력

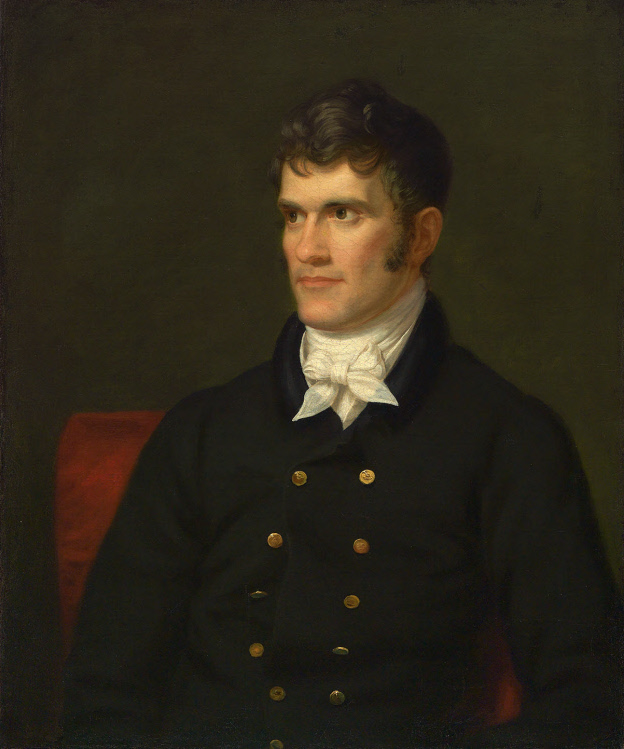
40세의 캘훈 (1822년 초상화)

1810년 캘훈은 의회로 선출되어 1812년 전쟁이 된 것을 위하여 동요된 헨리 클레이에 의하여 이끌어진 매파 중의 하나가 되었다. 전쟁이 끝난 후, 그는 공공 사업을 위한 장려금 청구서를 이끌었다. 미래의 전쟁을 싸울 수 있었던 강한 국가를 건설하는 목적과 함께 그는 산업 개발을 위한 높은 보호 관세, 국립 은행, 내부 개선과 자신이 후에 거절한 많은 다른 정책들을 위하여 공격적으로 추진해 나갔다.
1817년 제임스 먼로 대통령은 캘훈을 전쟁장관으로 임명하여 1825년까지 지냈다. 그의 상대들은 연방 정부에서 자신들의 경제를 위한 제퍼슨주의 관념론과 함께 의회에서 "구식 공화주의자"들이었으며, 그들은 가끔 전쟁부의 운영과 재정을 공격하였다. 캘훈은 인디언 정세국에서 중앙 집중화 및 효율성을 도입하는 시도를 한 개혁주의 행정관이었으나 의회는 그의 개혁들로 응답하지 못하거나 그것들을 거절하였다. 후기 초반의 공화국을 지배한 의회 무활동, 정치적 경쟁과 관념의 차이들과 캘훈의 좌절은 최후적으로 1824년 인디언 정세 사무국을 창조하는 데 그를 자극하였다.

## 부통령 재임 (1825년 ~ 1832년)
캘훈은 원래 1824년 선거에서 대통령을 위한 후보였으나 존 퀸시 애덤스와 앤드루 잭슨 둘다에게 러닝메이크가 되는 데 결정하였다. 그러므로 선거인단에서 아무 후보도 다수를 받지 않고, 선거가 최후적으로 하원에 의하여 결의되었던 동안 캘훈은 압승에 부통령으로 선출되었다.
그의 선거가 자신이 부당히 선호하는 북부의 이익들을 믿었던 애덤스의 선거로부터 분리되면서 그는 행정부의 일부가 아닌 것으로 숙고되었고, 둘은 자주 불화하였다. 1828년 그는 잭슨의 러닝메이트로서 재선을 위하여 출마하여 2명의 대통령들 아래 지내는 데 2번째 만의 부통령이 되었다. (조지 클린턴은 토머스 제퍼슨과 제임스 매디슨 행정부 동안 부통령이었다.)
잭슨 대통령 아래 캘훈의 부통령직은 논란의 여지가 있었다. 애덤스와 함께로서 북부와 남부의 견해 사이의 균열은 캘훈과 그의 대통령 사이에 분열의 원인을 몰았다.
증오의 관세로서 또한 알려진 1828년의 관세는 캘훈과 잭슨주의자들 사이에 균열을 악화시켰다. 그는 잭슨주의자들이 법안을 거절할 것이라고 확신하였으나 북부 잭슨주의자들은 주로 그것의 통과를 책임졌다. 좌절한 캘훈은 그가 한번 주창했던 민족주의 철학을 거절한 평론 〈사우스캐롤라이나 설명과 항의〉를 쓰는 데 자신의 사우스캐롤라이나주 농가로 돌아왔다.

### 무효법
그는 이제 개인적인 주들이 비헌법적으로 간주한 연방 입법을 무시할 수 있었던 무효법의 독트린을 통하여 공점 다수의 이론을 지지하였다. 무효법은 주들이 외국인 규제 및 선동 금지법을 무효화할 수 있었던 것을 제안한 1798년 켄터키와 버지니아 결의서를 쓴 것에 제퍼슨과 매디슨에 의한 주장들로 거슬러 올라간다. 주들의 권리들을 지지하였으나 무효법이 합중국을 위협했다고 믿은 잭슨은 그것을 반대하였다. 하지만 캘훈과 제퍼슨 및 매디슨의 주장들 사이에 차이는 단순하게 확실한 연방 입법을 무효화하는 대신 만약 필요하다면 아메리카 합중국으로부터 탈퇴하는 데 주들의 권리를 위하여 캘훈이 명시적으로 주장한 것이다.
1832년 주들의 권리 이론은 사우스캐롤라이나주가 연방 관세를 무효화하는 데 청구한 의식을 통과시킨 후, 무효화 위기에서 시험으로 놓였다. 관세들은 남부의 농업 문제에 북부의 제조업 이익들을 선호하였고, 사우스캐롤라이나주 입법부는 그것들이 비헌법적이라고 선언하였다.
응답에 의회는 전부의 연방 법률을 순종하는 데 주들을 강요하기 위하여 대통령이 군사력을 이용하는 데 권한을 부여한 무력법을 통과시켰고, 잭슨은 찰스턴 항구에 미국 해군의 군함들을 보냈다. 그러고나서 사우스캐롤라이나주는 무력법을 무효화하였다. 그러나 당시 상원에 있었던 캘훈을 만족시킨 매너에 관세법을 바꾸는 데 클레이 상원에 의한 제안인 1833년 타협을 양쪽이 동의한 후 긴장들이 냉각되었다.
무효화 위기가 있던 동안 잭슨 대통령은 유명한 축배에서 "우리의 연방 합중국 - 그것은 보존되고 보존되어야 한다."고 말하였다. 캘훈 부통령의 축배에서 그는 "가장 사랑하는 우리의 자유 옆에 합중국!"이라고 답하였다. 이것에 풍자는 분리를 제안한 만큼 멀리 가서 익명으로 잭슨에게 그의 진정한 의견들을 알려지지 않게 만든 무효법의 독트린을 위하여 캘훈이 주장했던 것이다. 잭슨과 캘훈 사이에 분열이 완료되었고, 1832년 캘훈은 부통령으로 남아있는 것보다 상원을 위하여 출마하였다.

## 상원 시절과 노예제에 견해들

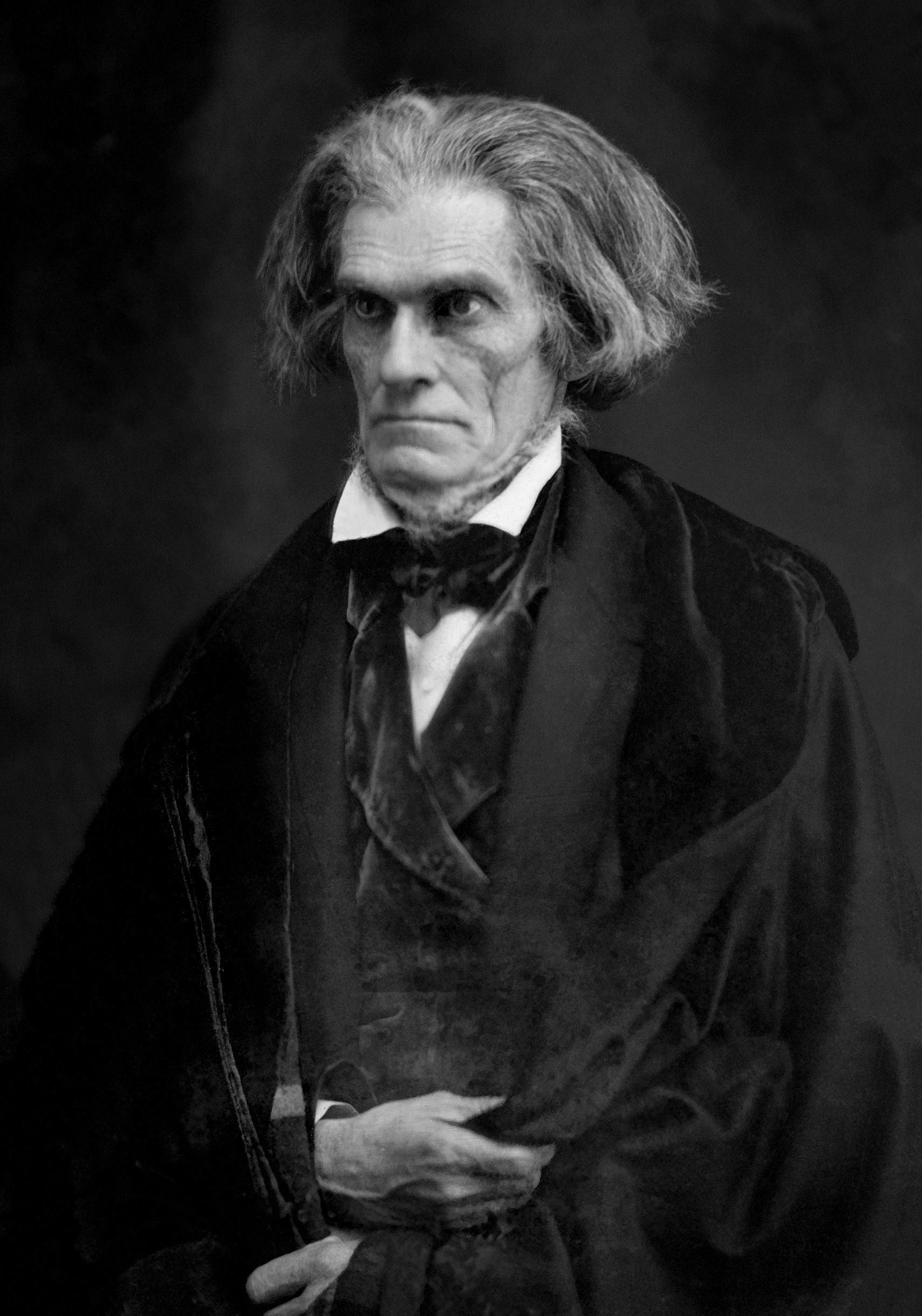
사망 직전의 캘훈

1832년 12월 28일 캘훈은 자신의 고향 사우스캐롤라이나주로부터 연방 상원으로 선거를 받아들여 미국 역사상 직무로부터 사임하는 데 첫 부통령이 되었다. 그는 상원으로서 자신의 거대한 영향력과 가장 오래가는 명예를 성취하려고 하였다.
캘훈은 1830년대와 1840년대에 상원에서 친노예제 당파를 이끌어 서부 영토들로 노예제의 확장을 제한시키는 데 시도들과 노예제 폐지운동 둘다를 반대하였다. 그는 또한 도망 노예들을 돌려보내는 데 자유주들의 협력을 강화한 도망노예법의 주요 옹호자이기도 하였다.
캘훈은 백인 남성 남부인들의 자유와 자결의 조건들에서 노예제에 자신의 방어를 표현하였다. 그리고 필요한 악으로서 다른 남부의 정치인들이 노예제를 해제한 것에 반하여 1837년 2월 상원의 층에 유명한 연설에 캘훈은 더욱 멀리 가서 노예제가 "긍정적인 선"이었다고 단언하였다. 그는 2개의 근거들 - 백인 우월주의와 온정주의에 이 주장을 정착시켰다. 캘훈이 주장한 전부의 사회들은 권한이 낮은 단체의 노동의 보수를 즐긴 엘리트 단체에 의하여 지배되었다. 그러나 노동자 계급들이 일하는 데 너무 늙거나 병이 들때 귀족정치에 의하여 빈곤에 사망하는 데 옆으로 던저진 북부와 유럽에서와 달리 남부에서 노예들은 더 이상 유용하지 않을 때도 보살핌을 받았다.
캘훈의 노예제의 치열한 방어와 노예권력을 위한 지지는 이 문제에 북부와 남부의 주들 사이에 자라나는 분열의 심화에 주요 역할을 하여 남부의 분리의 위협을 노예주의 요구들로 돌아가는 데 장악하였다.
국무장관으로서 한해의 휴식 후, 캘훈은 1845년 상원으로 복귀하여 1850년 타협을 일으킨 서부의 주들에서 노예제의 확장에 서사시적인 상원의 투쟁에 참여하였다. 그의 건강마저 악화되었어도 그는 타협에 항의를 주장하였다. 1850년 3월 31일 그는 워싱턴 D. C.에서 68세의 나이에 결핵으로 사망하여 찰스턴에 있는 세인트필립스

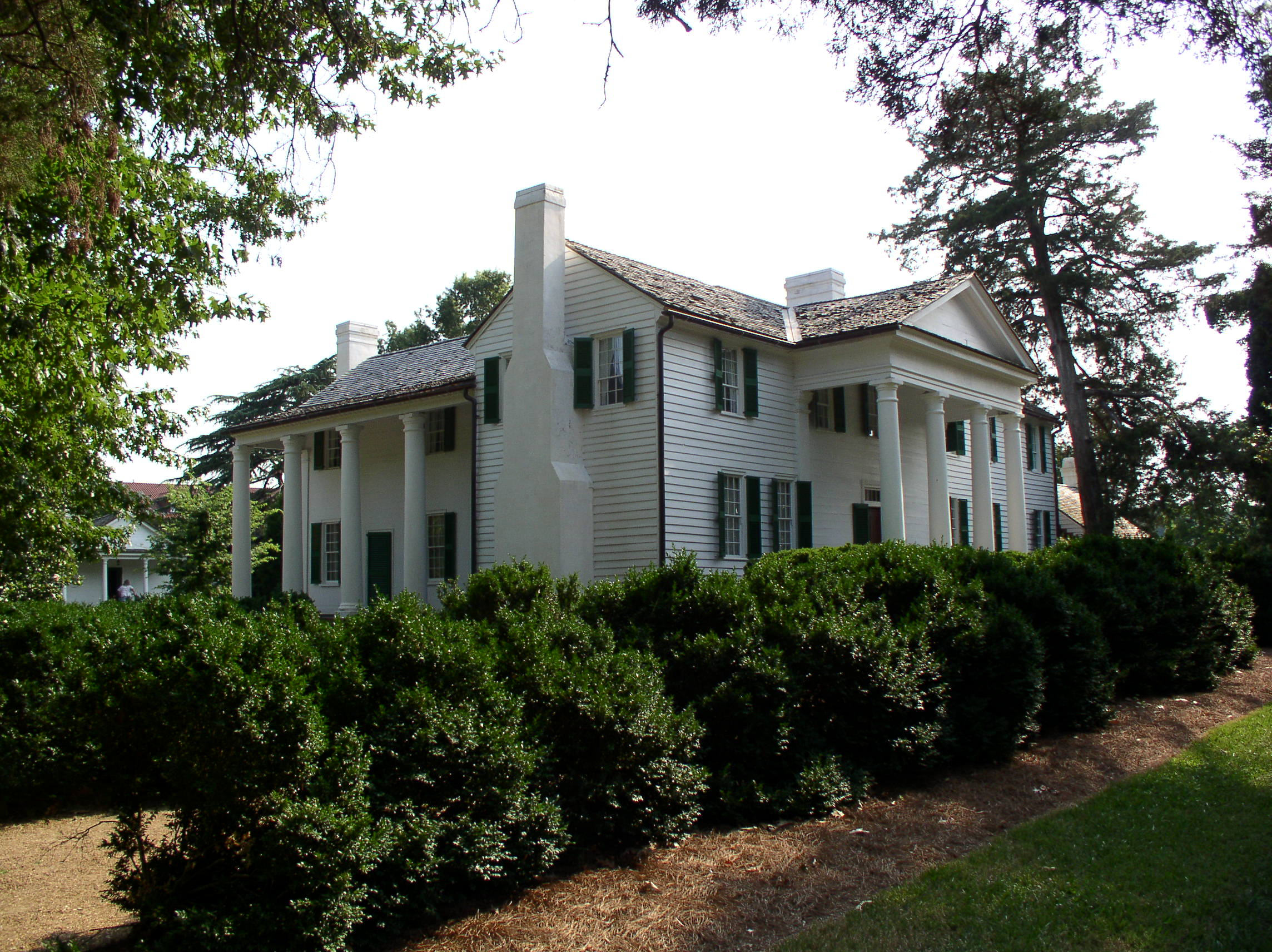
사우스캐롤라이나주 클렘슨에 있는 클렘슨 대학교의 일부가 된 캘훈의 저택 포트힐

교회 묘지에 안장되었다.

## 유산
미국 역사상 노예제의 지도적인 방어자들 중의 하나로서 캘훈의 유산은 그를 논란이 많은 인물로 만들었다. 그 반면에 소수자 권리의 방어에서 그의 독창적이고 명료한 주장은 민권 운동의 거의 법적 근거가 되었다.
남북 전쟁이 일어난 동안 아메리카 연합국 정부는 인쇄되었으나 전혀 공식적으로 발행되지 않은 1 센트 우표에 캘훈에게 명예를 주었다.
캘훈은 또한 그 학부 기숙사들 중의 하나가 "캘훈 칼리지"로 이름이 붙은 그의 모교 예일 대학교에 의하여 명예가 주어졌다. (최근의 세월에 어떤 학생들은 전체적으로 노예제의 수호자 이름을 떨어뜨리거나 민권 운동 지도자의 이름과 함께 캘훈의 이름을 하이픈으로 연결하여 기숙사를 다시 이름 지으는 데 요구하였다. 그들의 노력들은 성공적이지 않았으나 문제는 주기적으로 불타오른다.) 대학은 또한 눈에 띄는 캠퍼스의 랜드마크로 하크네스 타워에 캘훈의 동상을 세웠다.

## 역대 선거 결과
| 선거명      | 직책명                                | 대수 | 정당       | 득표율  | 득표수 (선거인단) | 결과 | 당락                             |
| ----------- | ------------------------------------- | ---- | ---------- | ------- | ----------------- | ---- | -------------------------------- |
| 1803년 선거 | 하원의원 (사우스캐롤라이나 제6선거구) | 8대  | 민주공화당 | 29.81%  | 299표             | 2위  | 낙선                             |
| 1810년 선거 | 하원의원 (사우스캐롤라이나 제6선거구) | 12대 | 민주공화당 | 72.19%  | 610표             | 1위  | 사우스캐롤라이나주 하원의원 당선 |
| 1812년 선거 | 하원의원 (사우스캐롤라이나 제6선거구) | 13대 | 민주공화당 | 100.00% | 1표               | 1위  | 사우스캐롤라이나주 하원의원 당선 |
| 1814년 선거 | 하원의원 (사우스캐롤라이나 제6선거구) | 14대 | 민주공화당 | 100.00% | 1표               | 1위  | 사우스캐롤라이나주 하원의원 당선 |
| 1816년 선거 | 하원의원 (사우스캐롤라이나 제6선거구) | 15대 | 민주공화당 | 43.22%  | 1,977표           | 1위  | 사우스캐롤라이나주 하원의원 당선 |
| 1824년 선거 | 미국의 부통령                         | 7대  | 민주공화당 | 70.00%  | 0표 (182명)       | 1위  | 미국의 부통령 당선               |
| 1828년 선거 | 미국의 부통령                         | 7대  | 민주당     | 54.24%  | 701,780표 (189명) | 1위  | 미국의 부통령 당선               |
| 1832년 선거 | 상원의원 (사우스캐롤라이나 제2부)     | 22대 | 민주당     | 100.00% | 1표               | 1위  | 사우스캐롤라이나주 상원의원 당선 |
| 1834년 선거 | 상원의원 (사우스캐롤라이나 제2부)     | 25대 | 민주당     | 100.00% | 1표               | 1위  | 사우스캐롤라이나주 상원의원 당선 |
| 1840년 선거 | 상원의원 (사우스캐롤라이나 제2부)     | 28대 | 민주당     | 100.00% | 1표               | 1위  | 사우스캐롤라이나주 상원의원 당선 |
| 1845년 선거 | 상원의원 (사우스캐롤라이나 제2부)     | 29대 | 민주당     | 100.00% | 1표               | 1위  | 사우스캐롤라이나주 상원의원 당선 |
| 1846년 선거 | 상원의원 (사우스캐롤라이나 제2부)     | 30대 | 민주당     | 100.00% | 1표               | 1위  | 사우스캐롤라이나주 상원의원 당선 |